# Heterosexisme
Heterosexisme er den opfattelse af seksualiteter, hvor man påstår, at heteroseksualitet er den naturlige konsekvens af det kromosomevidente køn.
Heterosexisme er normalt blevet brugt synonymt med ordet homofobi. Men fordi homofobi skulle angive en bestemt skræk eller angst over for homoseksualitet og særligt give udtryk for individuelle problemer med homoseksualitet frem for sociale problemer, har man taget ord som heterosexisme, heterocentrisme og begrebet heteronormativitet fra queer-studier i brug.[kilde mangler]

## Heteronormalitet
Teorien bygger på opfattelsen af, at der i samfundet bruges forskellige (ubevidste eller bevidste) individuelle, sociale og politiske praksisser til at skabe en heteronormalitet i dagligdagen. På den måde bliver heteroseksualiteten til den eneste normale seksualitet.
Efter opfattelsen kommer heterosexisme ofte til udtryk gennem decideret forskelsbehandling af homoseksuelle eller andre seksualiteter. Det vil sige, at det kan være vanskeligt eller umuligt at gifte sig (særligt forekommende tidligere), at det kan være svært at blive velsignet i den danske folkekirke, at det er umuligt at adoptere, eller at læger ikke må give lesbiske kvinder kunstig befrugtning.
Det kan også komme til udtryk gennem en normalitet i virksomheders markedsføring i det offentlige rum, at der derigennem skabes en heteronormalitet, fordi reklamer f.eks. kan vise et billede af det perfekte par eller lignende, hvor et heteroseksuelt parforhold således afbildes.
Samtidig menes der også at der skabes en heteronormalitet, når folk taler nedsættende om homoseksuelle eller bruger ord som homo og gay som skældsord (også efter folk, der er heteroseksuelle), hvorved der skabes en illusion om, at det er mere normalt eller bedre at være heteroseksuel.
Heteronormaliteten i de moderne samfund menes bl.a. at kunne ses i følgende eksempel: Når f.eks. veninder efter en aften i byen taler om en person som den ene har mødt, vil det første spørgsmål ofte lyde fra den anden: "Hvad var hans navn?" eller "Var han sød?" Dette afspejler efter nogles mening at den seksuelle norm er den heteroseksuelle.